# Allen Toussaint
Allen Richard Toussaint (Gert Town, 14 gennaio 1938 – Madrid, 10 novembre 2015) è stato un musicista, compositore e produttore discografico statunitense.

## Biografia
Nato e cresciuto in un sobborgo di New Orleans, ha iniziato a suonare da adolescente nei locali della zona, realizzando un album nel 1958 distribuito da una piccola etichetta locale.
Negli anni Sessanta lavora come autore e produttore di numerosi esponenti della scena artistica di New Orleans, come Aaron Neville, Ernie K-Doe, Irma Thomas e altri. Molti brani scritti da Toussaint ottengono successo. Diverse sono pubblicate con il nome Naomi Naville: tra queste Ruler of My Heart, brano registrato da Irma Thomas e in seguito anche da Otis Redding e Rolling Stones (nel loro secondo album). 
Ha collaborato anche con Robert Palmer, Sandy Danny, Elkie Brooks, The Band e Solomon Burke.
Nel 1970 intraprende anche una carriera solista. Lavora con Paul McCartney e i suoi Wings per la hit Venus and Mars. Partecipa all'album Desitively Bonnaroo realizzato con Dr. John e The Meters. 
Nel 1976 collabora con John Mayall per Notice to Appear.
Nel 1998 viene incluso nella Rock and Roll Hall of Fame e nel 2011 nella Blues Hall of Fame.
Dopo l'uragano Katrina, si trasferisce per un certo periodo a New York, lavorando anche in televisione (appare nella band di Paul Shaffer del Late Show with David Letterman).
Nel 2006 pubblica un album collaborativo con Elvis Costello.
Nel 2007 duetta con Paul McCartney in un brano inserito nella compilation Goin' Home: A Tribute to Fats Domino.
Muore il 10 novembre 2015, stroncato da un infarto, dopo aver tenuto un concerto presso il Teatro Lara di Madrid.

## Discografia
Album
Album
- 1958 -  The Wild Sound of New Orleans (RCA Victor Records, LPM-1767) a nome Tousan
- 1971 - Toussaint (Scepter Records, SPS 24003) ripubblicato in UK nel 1985 con il titolo From a Whisper to a Scream
- 1972 - Life, Love and Faith (Reprise Records, MS 2062)
- 1975 - Southern Nights (Reprise Records, MS 2186)
- 1978 - Motion (Warner Bros. Records, BSK 3142)
- 1987 - Mr. Mardi Gras (I Love a Carnival Ball) (Cayenne Records, LP-800)
- 1991 - The Allen Toussaint Collection (Reprise Records, 9 26549-2) Raccolta
- 1992 - The Wild Sound of New Orleans: The Complete 'Tousan' Sessions (Bear Family Records, BCD 15641) Raccolta
- 1996 - Connected (NYNO Records, 9601-2)
- 1997 - A New Orleans Christmas (NYNO Records, 9608-2)
- 1998 - A Taste of New Orleans (NYNO Records, 9615)
- 2002 - Finger Poppin' & Stompin' Feet (EMI Records, 7243 5 37450 2 8) Raccolta; Allen Toussaint e artisti vari
- 2003 - The Complete Warner Recordings (Warner Bros. Records, RHM2 7831) Raccolta, 2 CD
- 2004 - Going Places (Captivating Recording Technologies) a nome Allen Toussaint's Jazzity Project
- 2004 - 2 Plus 2 (SNP Studios, SNP 7000) a nome Allen Toussaint, Vincent Toussaint
- 2006 - The River in Reverse (Verve Forecast Records, B0006660-02) a nome Elvis Costello & Allen Toussaint
- 2007 - What Is Success (The Scepter and Bell Recordings) (Kent Records, CDKEND 286) Raccolta
- 2009 - The Bright Mississippi (Nonesuch Records, 480380-2)
- 2011 - The Lost Sessions (Fuel 2000 Records, 302 061 878 2) Raccolta
- 2011 - Happy Times in New Orleans: The Early Sessions 1958-1960 (Soul Jam Records, 600800) Raccolta
- 2013 - Songbook (Rounder Records, 11661-9144-2)